# Tour de France 1932
Il Tour de France 1932, ventiseiesima edizione della Grande Boucle, si svolse in ventuno tappe tra il 6 e il 31 luglio 1932, per un percorso totale di 4520 km.
Per la dodicesima volta fu vinto da un francese, André Leducq   -alla sua seconda vittoria finale al Tour e ivi al terzo podio-  con il tempo di 154 ore, 11 primi e 49 secondi, alla media di 29, 313 km/h: la più alta, registrata sino ad allora nella Grand Boucle.
Al secondo posto si piazzò il tedesco Kurt Stöpel, al suo unico podio al Tour, distaccato di 24 minuti e 3 secondi; al terzo posto, infine, l'italiano Francesco Camusso  -anch'egli al suo unico podio al Tour-  con un ritardo, all'Arrivo parigino, di 26 minuti e 21 secondi dalla maglia gialla.
Fu la prima volta che il Tour de France arrivò nel Parco dei Principi, per l'occasione terminato di ricostruire tre mesi prima.

## Tappe
| Tappa  | Data      | Percorso                              | km    | Vincitore di tappa | Leader cl. generale |
| ------ | --------- | ------------------------------------- | ----- | ------------------ | ------------------- |
| 1ª     | 6 luglio  | Parigi > Caen                         | 208   | Jean Aerts         | Jean Aerts          |
| 2ª     | 7 luglio  | Caen > Nantes                         | 300   | Kurt Stöpel        | Kurt Stöpel         |
|        | 8 luglio  | giorno di riposo                      |       |                    |                     |
| 3ª     | 9 luglio  | Nantes > Bordeaux                     | 387   | André Leducq       | André Leducq        |
|        | 10 luglio | giorno di riposo                      |       |                    |                     |
| 4ª     | 11 luglio | Bordeaux > Pau                        | 206   | Georges Ronsse     | André Leducq        |
| 5ª     | 12 luglio | Pau > Luchon                          | 229   | Antonio Pesenti    | André Leducq        |
|        | 13 luglio | giorno di riposo                      |       |                    |                     |
| 6ª     | 14 luglio | Luchon > Perpignano                   | 323   | Frans Bonduel      | André Leducq        |
|        | 15 luglio | giorno di riposo                      |       |                    |                     |
| 7ª     | 16 luglio | Perpignano > Montpellier              | 168   | Frans Bonduel      | André Leducq        |
| 8ª     | 17 luglio | Montpellier > Marsiglia               | 206   | Michele Orecchia   | André Leducq        |
| 9ª     | 18 luglio | Marsiglia > Cannes                    | 191   | Raffaele Di Paco   | André Leducq        |
| 10ª    | 19 luglio | Cannes > Nizza                        | 132   | Francesco Camusso  | André Leducq        |
|        | 20 luglio | giorno di riposo                      |       |                    |                     |
| 11ª    | 21 luglio | Nizza > Gap                           | 233   | André Leducq       | André Leducq        |
| 12ª    | 22 luglio | Gap > Grenoble                        | 102   | Roger Lapébie      | André Leducq        |
| 13ª    | 23 luglio | Grenoble > Aix-les-Bains              | 230   | André Leducq       | André Leducq        |
| 14ª    | 24 luglio | Aix-les-Bains > Évian                 | 204   | Raffaele Di Paco   | André Leducq        |
| 15ª    | 25 luglio | Évian > Belfort                       | 291   | André Leducq       | André Leducq        |
| 16ª    | 26 luglio | Belfort > Strasburgo                  | 291   | Gérard Loncke      | André Leducq        |
| 17ª    | 27 luglio | Strasburgo > Metz                     | 165   | Raffaele Di Paco   | André Leducq        |
| 18ª    | 28 luglio | Metz > Charleville-Mézières           | 159   | Raffaele Di Paco   | André Leducq        |
| 19ª    | 29 luglio | Charleville-Mézières > Malo-les-Bains | 271   | Gaston Rebry       | André Leducq        |
| 20ª    | 30 luglio | Malo-les-Bains > Amiens               | 212   | André Leducq       | André Leducq        |
| 21ª    | 31 luglio | Amiens > Parigi                       | 159   | André Leducq       | André Leducq        |
| Totale | Totale    | Totale                                | 4 520 |                    |                     |

## Squadre e corridori partecipanti
| N.      | Cod.    | Squadra          |
| ------- | ------- | ---------------- |
| 1-8     | BEL     | Belgio           |
| 9-16    | ITA     | Italia           |
| 17-24   | CHE     | Svizzera         |
| 25-32   | DEU-AUT | Germania Austria |
| 33-40   | FRA     | Francia          |
| 101-140 | -       | Cicloturisti     |

## Resoconto degli eventi
Al Tour de France 1932 parteciparono 80 corridori, dei quali 57 arrivarono a Parigi.
Con André Leducq la Nazionale francese, nonostante l'assenza degli assi Charles Pélissier e Antonin Magne, dominò la corsa. Leducq conquistò la maglia gialla nella seconda frazione e vinse sei tappe (record, in questa edizione) di cui tre di montagna. Su un totale di ventuno tappe, Leducq risultò leader al termine  di diciannove frazioni. 
André Leducq fu il sesto corridore della storia capace di imporsi in almeno due edizioni del Tour de France: prima di lui erano riusciti nell'impresa Lucien Petit-Breton, Philippe Thys (fino a quel momento unico a vincere tre edizioni), Firmin Lambot, Ottavio Bottecchia e Nicolas Frantz. Come Lambot, ma a differenza degli altri, Leducq non le vinse consecutivamente.  
Il poderoso impegno della Nazionale Azzurra verrà coronato da sette vittorie di tappa e dal terzo posto, in classifica generale, di Francesco Camusso, vincitore della tappa  di Nizza.

## Classifica Generale.
| Pos. |                   |              |            |
| ---- | ----------------- | ------------ | ---------- |
| 1    | André Leducq      | Francia      | 154.11'49" |
| 2    | Kurt Stöpel       | Germania     | a 24'03"   |
| 3    | Francesco Camusso | Italia       | a 26'21"   |
| 4    | Antonio Pesenti   | Italia       | a 37'08"   |
| 5    | Georges Ronsse    | Belgio       | a 41'04"   |
| 6    | Frans Bonduel     | Belgio       | a 45'13"   |
| 7    | Oskar Thierbach   | Germania     | a 58'44"   |
| 8    | Jef Demuysere     | Belgio       | a 1h03'24" |
| 9    | Luigi Barral      | Cicloturisti | a 1h06'57" |
| 10   | Georges Speicher  | Cicloturisti | a 1h08'37" |